# ZZ Весов
ZZ Весов (лат. ZZ Librae) — одиночная переменная звезда в созвездии Весов на расстоянии (вычисленном из значения параллакса) приблизительно 17726 световых лет (около 5435 парсеков) от Солнца. Видимая звёздная величина звезды — от более +16,4m до +12,2m.

## Характеристики
ZZ Весов — красная пульсирующая переменная звезда, мирида (M).